# Lophiola
Lophiola é um género botânico pertencente à família Liliaceae.

## Espécies
Atualmente há a espécie reconhecida:
- Lophiola aurea Ker Gawl.